# Immanuel-Kant-Gymnasium Leinfelden-Echterdingen

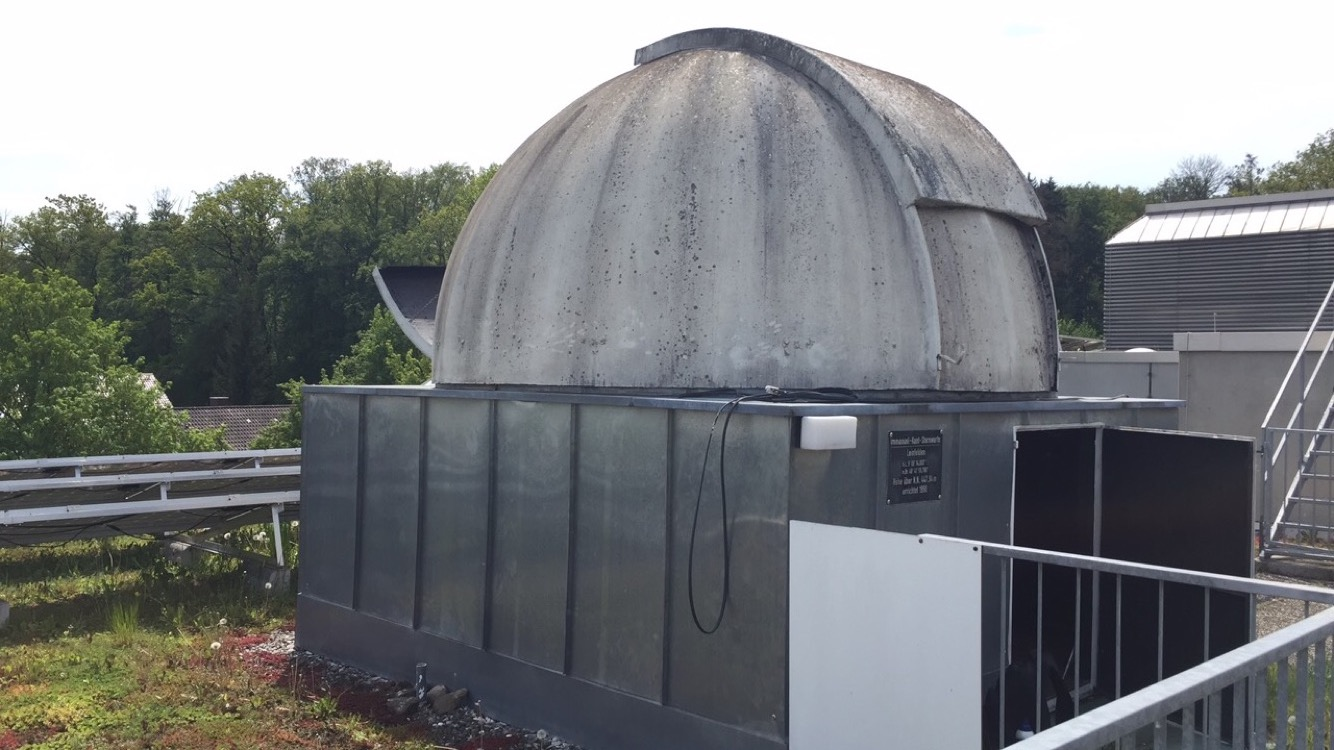
Die Sternwarte des Immanuel-Kant-Gymnasiums in Leinfelden

Das Immanuel-Kant-Gymnasium (IKG) ist neben dem Philipp-Matthäus-Hahn-Gymnasium eines der beiden Gymnasien in Leinfelden-Echterdingen. Es liegt im Stadtteil Leinfelden. 
Die Schule nahm am 18. August 1975 ihren Betrieb mit 386 Schülern in elf Klassen auf. 1976 wurde ein Förderverein gegründet. Von 1975 bis 2000 leitete Oberstudiendirektor Dietrich Kehr die Schule. Ihm folgte im Jahr 2001 Oberstudiendirektor Stephan Lehle, der die Schule bis 2013 leitete. Als Besonderheit wird als dritte Fremdsprache Italienisch angeboten.
Seit 2005 bietet das Immanuel-Kant-Gymnasium an drei Tagen in der Woche eine offene ganztägige Schule und verfügt neben einer Schulbibliothek und etwa 40 PC-Arbeitsplätzen über eine kleine Sternwarte und eine Kletterwand.

## Partnerschaften
Partnerschaften bestehen mit dem „Collège du Mont d’Or“ und dem „Collège Jean Giono“ im südfranzösischen Manosque sowie dem „Liceo G. Galilei“ in Voghera, außerdem existieren Schüleraustauschprogramme mit Poltawa, der ukrainischen Partnerstadt und York (Pennsylvania), der Partnerstadt in den USA. Die Russisch-AG pflegte darüber hinaus den Austausch mit dem Klassischen Gymnasium in Sankt Petersburg.

## Sternwarte
Nach einer zweijährigen Planungs- und Bauphase wurde auf dem Dach Ende 1989 die Sternwarte fertiggestellt. Die Sternwarte wird seitdem von Astronomie-Kursen und -Arbeitsgemeinschaften genutzt. Aber auch im Rahmen von Projekttagen wurde durch die schuleigene Sternwarte das Thema Astronomie schon vielen Schülern nähergebracht.

### Ausstattung der Sternwarte
Das Hauptinstrument der Sternwarte ist ein Spiegelteleskop (Typ Schmidt-Cassegrain) mit einem Durchmesser von 300 mm und einer Brennweite von 4.000 mm. Als zweites Instrument kommt ebenfalls ein Schmidt-Cassegrain-Teleskop zum Einsatz (200 mm Öffnung und 2.000 mm Brennweite). Zuletzt steht noch ein Refraktor mit 90 mm Durchmesser und einer Brennweite von 1.300 mm zur Verfügung.
Die Ansteuerung der Teleskop-Montierung erfolgt computergesteuert, so dass alle wichtigen Himmelsobjekte präzise angefahren werden können.

## Kantine
Seit Juni 2000 bereiten Kocheltern für Lehrer und Schüler ein warmes Mittagessen zu. Zuerst wurde dies nur an einem Tag in der Woche angeboten, inzwischen in Zusammenarbeit mit der benachbarten Immanuel-Kant-Realschule an vier Tagen in der Woche im Mensa-Neubau, der 2006 bezogen wurde. Hierzu wurde im Juli 2007 der gemeinnützige Verein KANTine LE e.V. gegründet.

## Ehemalige Schüler
- Burhan Qurbani, Filmregisseur
- Fabio Morena, Fußballspieler
- Andreas Rieke, Musiker